# Division de Meerut
La Division de Meerut est une  division administrative de l'État indien de l'Uttar Pradesh.

## Districts
Elle est constituée de 5 districts :
- Meerut
- Bagpat
- Bulandshahr
- Gautam Buddha Nagar
- Ghaziabad
- Hapur